# Пыллкюла
Пы́ллкюла (эст. Põllküla)  — деревня в волости Ляэне-Харью уезда Харьюмаа, Эстония.

## География и описание
Расположена между нижним течением реки Вазалемма и железной дорогой Кейла—Палдиски, в 2 км от побережья залива Лахепере и в одном километре от побережья залива Палдиски, в 27 км к юго-западу от Таллина. Высота над уровнем моря — 21 метр. 
Климат умеренный. Официальный язык — эстонский. Почтовый индекс — 76712.

## Население
По данным переписи населения 2021 года, в Пыллкюла насчитывалось 48 жителей, из них 47 (97,9 %) — эстонцы.
По данным переписи населения 2011 года, в деревне проживали 40  человек, из них 38 (95,0 %) — эстонцы.
Численность населения деревни Пыллкюла по данным переписей населения:
| Год  | 1959 | 1970 | 1979 | 1989 | 2000 | 2011 | 2021 |
| ---- | ---- | ---- | ---- | ---- | ---- | ---- | ---- |
| Чел. | 94   | ↘ 75 | ↘ 66 | ↘ 52 | ↘ 37 | ↗ 40 | ↗ 48 |

## История
В письменных источниках 1392 года упоминается Joany van Pulkele, 1436 года — Polkele.
В XVII веке была основана мыза Пелькюль (нем. Pöllküll, Пыллкюла, эст. Põllküla mõis). Она обозначена на военно-топографических картах Российской империи (1846–1863 годы), в состав которой входила Эстляндская губерния (мз. Пелькюль).
В 1920-х годах, в результате земельной реформы, на землях бывшей мызы возникло поселение Пыллкюла, в 1977 году получившее официальный статус деревни; в том же году с Пыллкюла была объединена часть деревни Ванавески (эст. Vanaveski, в 1798 году упоминается как Wan̄awesk (мыза и мельница рядом с ней), в 1913 году — как Wana-weski, побочная мыза рыцарской мызы Пелькюль). 

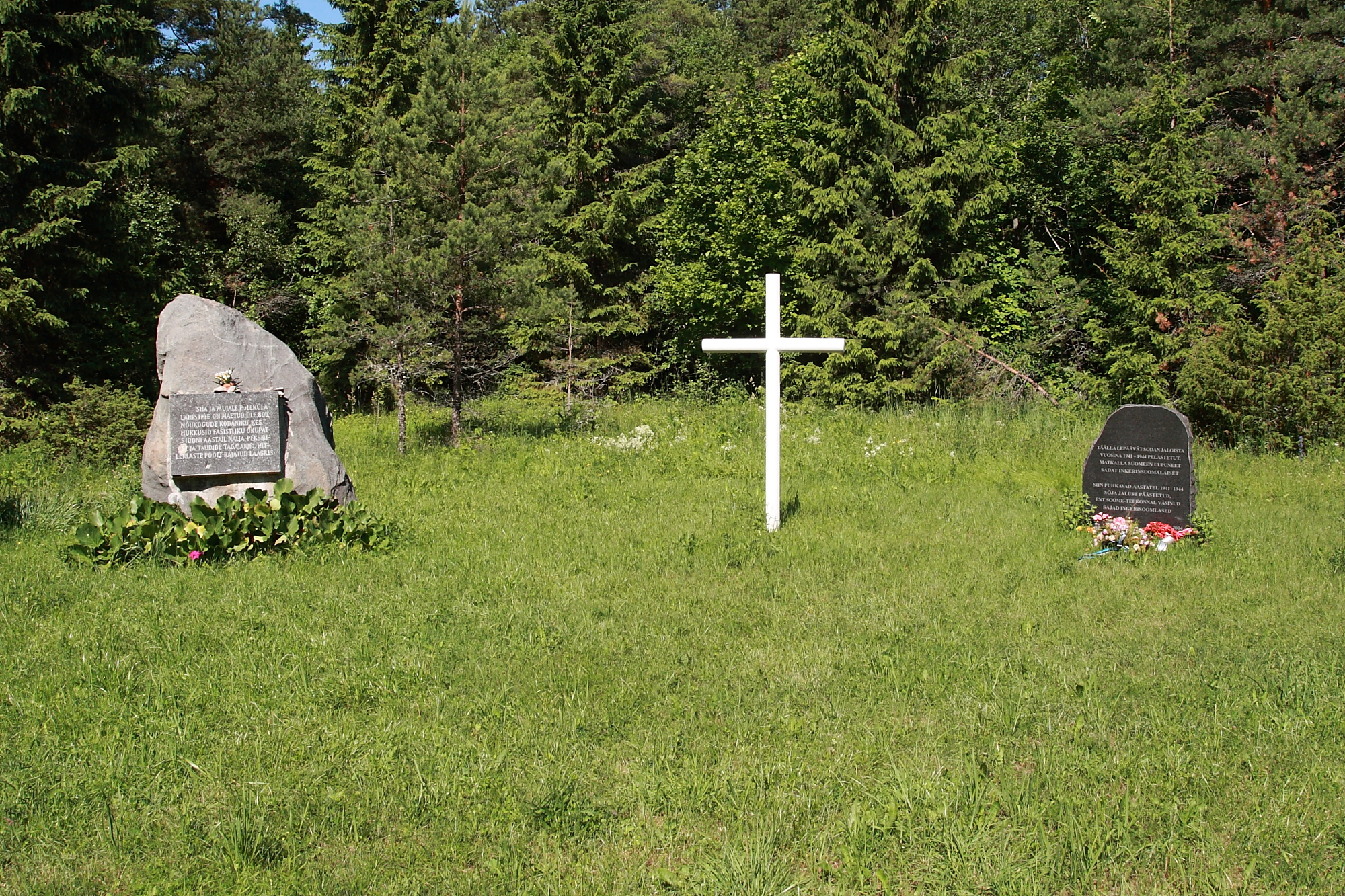
Памятный камень на братской могиле жертв фашистского террора (слева) и памятный камень финнам-ингерманландцам (справа) в Пыллкюла

В годы Второй мировой войны в Пыллкюла находился немецкий концлагерь.
В 1960 году на расположенной на территории деревни братской могиле жертв террора (исторический памятник с 1995 до 2023 года) был установлен памятный камень с надписью на эстонском языке «Здесь и в окрестностях Пыллкюла похоронено более 800 советских граждан, погибших в годы фашистской оккупации из-за голода, избиений и болезней в созданном гитлеровцами лагере». Памятник посвящён похороненным здесь советским военнопленным, погибшим в годы немецкой оккупации в концлагере Пыллкюла. В протоколе от 30 ноября 2022 года рабочая группа по советским памятникам при Госканцелярии Эстонии (РГСП) признала советский памятник «нейтральным монументом», т. е. не подлежащим демонтажу (см. Список советских военных памятников Эстонии). В 2004 году рядом c советским памятником был установлен памятный камень финнам-ингерманландцам, умершим в 1941—1944 годы в карантинном лагере для беженцев в Пыллкюла (надпись на финском и эстонском языках: «Здесь покоятся спасённые от войны, но умершие в 1941—1944 годах по пути в Финляндию сотни финнов-ингерманландцев»).

## Комментарии
1. ↑  Эстонские топонимы, оканчивающиеся на -а, не склоняются и не имеют женского рода (исключение — Нарва)[9].